# L'Amour de l'Union soviétique
Pour plus de détails, voir Fiche technique et Distribution.
L'Amour de l'Union soviétique (russe : Любовь Советского Союза ; Lioubov Sovetskogo Soïouza) est un mélodrame historique russe réalisé par Dmitri Iossifov (ru), Ilia Lededev et Nikita Vyssotski (ru), sorti en 2024.
Les deux personnages principaux Galina Kovrova et Kirill Toumanov sont inspirés par l'actrice Valentina Serova (1917-1975) et l'écrivain Constantin Simonov (1915-1979). La sortie du film coïncide avec l'anniversaire de la révolution d'Octobre le 7 novembre 2024. Doté d'un budget de 450 millions de roubles, le film enregistre 1 700 000 entrées dans les salles russes et rentre largement dans ses frais avec 650 millions de roubles de recettes. Le film est également diffusé à la télévision dans une version longue.

## Synopsis
L'histoire commence en 1929. Galina Kovrova, onze ans, vit à Moscou. Elle rencontre Anton Ievgrafov, un employé de théâtre. Sa mère, Klavdia Laktionova, est artiste de théâtre. Dès sa plus tendre enfance, Galina joue de petits rôles dans des productions théâtrales.
En 1938, Galina Kovrova devient une actrice connue du cinéma soviétique après la sortie du film Aniouta. Elle continue également à jouer des rôles au théâtre dramatique de Moscou. À cette époque, sa mère est renvoyée du théâtre et convoquée pour un interrogatoire par le NKVD en raison de ses liens avec Ievgrafov, reconnu comme un « ennemi du peuple ». Galina épouse le pilote d'essai Anatoli Kovrov, un héros de l'Union soviétique.
Lors de la première de la pièce Nid de gentilhomme du théâtre dramatique de Moscou, Galina apprend en coulisses la mort d'un pilote au cours d'une sortie de combat. Cette nouvelle a un impact négatif sur son état psycho-émotionnel et elle s'évanouit sur scène. Un an plus tard, en 1940, Galina rencontre le dramaturge Kirill Sergeïevitch Toumanov, qu'elle épouse. Avec Arseniev et Toumanov, Galina remporte le prix Staline du troisième degré pour la pièce Si vous partez camper demain (Yesli zavtra v pokhod).
Lorsque la Grande Guerre patriotique éclate en 1941, Galina et Kirill, en vacances à Gagra, reçoivent la nouvelle du déclenchement des hostilités. Kirill est envoyé au front et Galina est évacuée. Avant son évacuation, Kirill, revenu temporairement du front, laisse le message « Attendez-moi » sur l'aile de l'avion. Dans un discours radiodiffusé, il lit le poème « Attendez-moi, et je reviendrai... ». Galina se retrouve dans un hôpital de Moscou, où elle est soignée pour une fièvre typhoïde après avoir été détenue par le NKVD à la demande de la police de Tachkent.
En 1942, Galina rentre chez elle et rencontre Kirill. Réalisant qu'il ne peut rester avec elle, il la quitte. Dans le dénouement du film, Galina et Kirill sont à nouveau réunis.

## Fiche technique
- Titre français : L'Amour de l'Union soviétique[4]
- Titre original russe : Любовь Советского Союза, Lioubov Sovetskogo Soïouza[5]
- Réalisation : Dmitri Iossifov (ru), Ilia Lededev, Nikita Vyssotski (ru)
- Scénario : Sergueï Snejkine (ru), Vladimir Valoutski (ru)
- Photographie : Maksim Chinkorenko
- Musique : Dmitri Iemelianov
- Décors : Iekaterina Chapkaïts
- Production :  Konstantin Ernst, Djanik Faïziev, Anatoli Maksimov
- Sociétés de production : Pervy Kanal, Direktsiya Kino
- Pays de production :  Russie
- Langue originale : russe
- Format : Couleurs
- Genre : Mélodrame historique
- Durée : 148 minutes
- Dates de sortie :
  - Russie : 7 novembre 2024 (sortie nationale) ; 3 janvier 2025 (vidéo à la demande)

## Distribution
- Anguelina Stretchina : Galina Kovrova (inspirée par Valentina Serova)
- Roman Vassiliev : Kirill Toumanov (inspiré par Constantin Simonov)
- Kirill Kouznetsov : Anatoli Kovrov
- Igor Petrenko : Konstantin Pavlovski
- Anguelina Poplavskaïa : Taïssia Agranovskaïa
- Alena Babenko (ru) : Klavdia Laktionova
- Roman Madianov : Kononykhine
- Anton Momot : Valeri Kostetski
- Fiodor Fedotov (ru) : Pachka
- Denis Nourouline : Sacha Roussakov
- Oleg Abalian : Lavrenti Beria
- Alexandre Oustiougov : Joseph Staline

## Production
Le tournage du film a commencé le 27 juillet 2022. Le film a été tourné à Moscou, à Saint-Pétersbourg, dans l'oblast de Kalouga, en République de Carélie, en Abkhazie et en Ouzbékistan. Selon le producteur général Konstantin Ernst, les deux personnages principaux, Galina Kovrova et Kirill Toumanov, sont inspirés par l'actrice Valentina Serova et l'écrivain Constantin Simonov.

## Accueil critique
Sur l'agrégateur Kritikanstvo.ru, le film obtient le score mitigé de 50% d'opinions favorables, d'après 10 journalistes du cinéma.